# Cauroy-lès-Hermonville
Cauroy-lès-Hermonville è un comune francese di 480 abitanti situato nel dipartimento della Marna nella regione del Grand Est.

## Società

### Evoluzione demografica
Abitanti censiti

## Galleria d'immagini

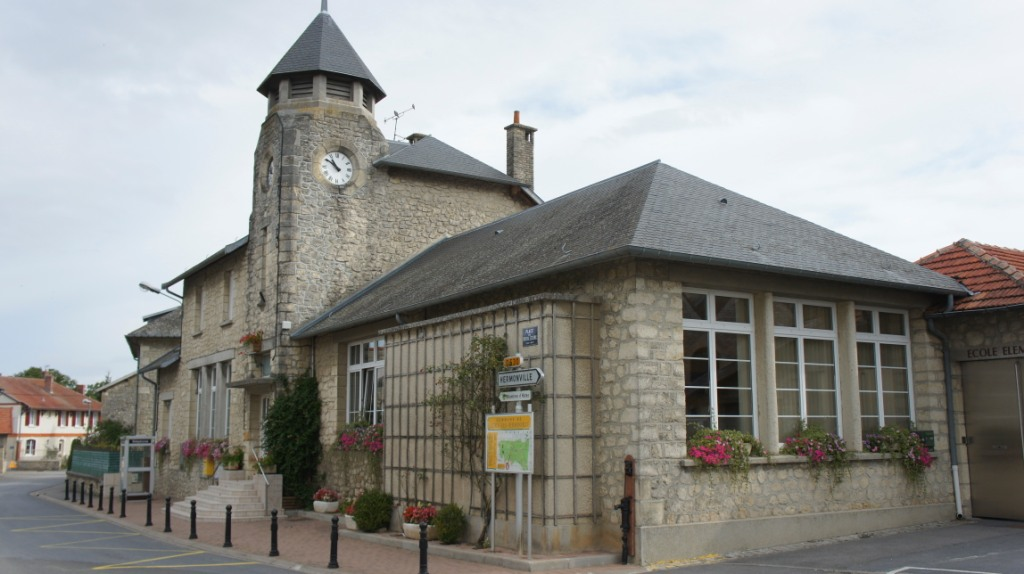
municipio
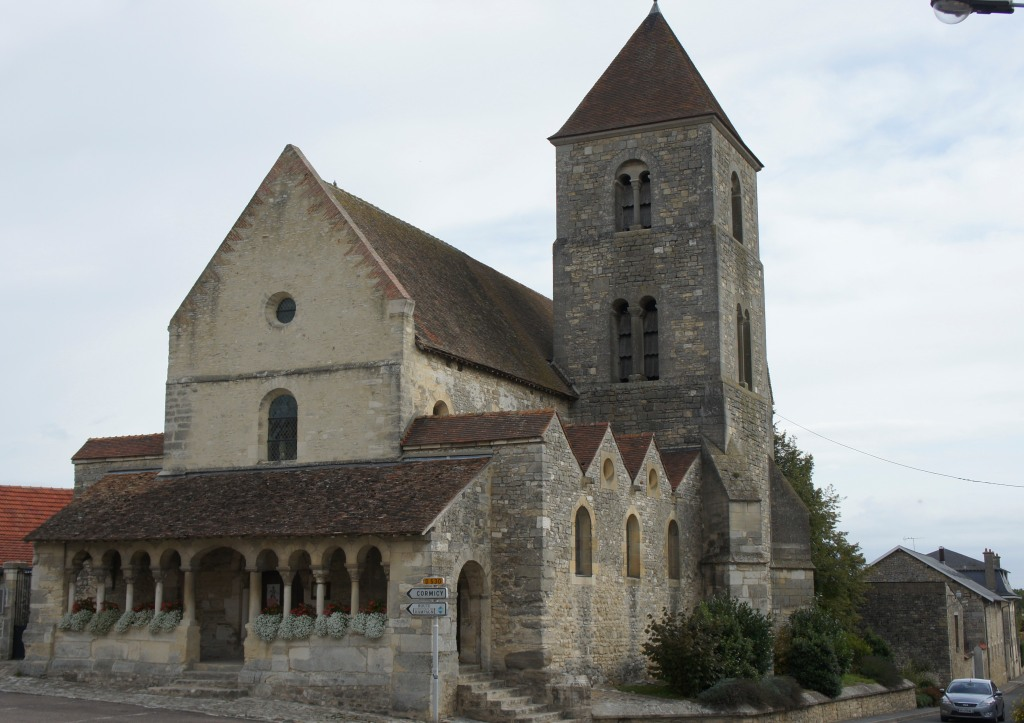
chiesa